# Desa Luwung (administrativ by i Indonesien, Jawa Tengah, lat -6,99, long 109,93)
Desa Luwung är en administrativ by i Indonesien.   Den ligger i provinsen Jawa Tengah, i den västra delen av landet, 400 km öster om huvudstaden Jakarta.